# Мустафаєв Імам Дашдемір-огли
Імам Дашдемір-огли Мустафаєв (азерб. İmam Daşdəmir oğlu Mustafayev; 3 (25) лютого 1910 — 10 березня 1997) — радянський та азербайджанський партійний і державний діяч, Перший Секретар ЦК Компартії Азербайджанської РСР (1954—1959). Член ЦК КПРС у 1956—1961 роках. Депутат Верховної Ради СРСР 3—5-го скликань. Кандидат сільськогосподарських наук (1938), доктор біологічних наук, академік Академії наук Азербайджанської РСР (з січня 1950).

## Життєпис
Імам Мустафаєв народився 3 (25) лютого 1910 у селі Ґах Закатальського округу. У семирічному віці залишився круглим сиротою. З 1922 року навчався в Закатальському сільськогосподарському технікумі, вступив до комсомолу.
1928 року закінчив Закатальський сільськогосподарський технікум. Після закінчення технікуму працював агрономом, завідувачем навчальної частини Тертерської школи селянської молоді.
З 1929 по 1932 рік — студент Азербайджанського сільськогосподарського інституту.
У період з 1932 по 1938 рік — аспірант, асистент кафедри селекції й насіннєзнавства Азербайджанського сільськогосподарського інституту в місті Гянджі (Кіровабаді). Окрім навчання, Мустафаєв з 1934 до 1937 року працював заступником директора Азербайджанського сільськогосподарського інституту. З 1938 по березень 1940 року він був заступником директора Азербайджанського сільськогосподарського інституту з навчальної частини, а потім завідувачем кафедрою селекції та насіннєзнавства .
Член ВКП(б) з 1940 року.
З березня до листопада 1940 року завідував управлінням вищих навчальних закладів, технікумів та наукових закладів Народного комісаріату землеробства Азербайджанської РСР. З листопада 1940 року працював заступником народного комісара державного контролю Азербайджанської РСР.
У лютому 1942 року Імам Мустафаєв був призначений на посаду 1-го заступника народного комісара (з 1946 року — міністра) землеробства Азербайджанської РСР. У січні 1947 року Мустафаєв став міністром сільського господарства Азербайджанської РСР, перебуваючи на цій посаді до березня 1950 року. З 1950 до 1951 року був академіком-секретарем Академії наук Азербайджанської РСР.
21 грудня 1951 — 24 травня 1952 року — секретар ЦК КП(б) Азербайджану. 4 квітня 1952 року Мустафаєв став 1-м секретарем Гянджинського обласного комітету КП Азербайджану, а за рік, 6 квітня 1953 року, знову призначений секретарем ЦК КП Азербайджану. 16 лютого 1954 року постановою I-го пленуму ЦК КП Азербайджану призначений на посаду 1-го секретаря ЦК Комуністичної партії Азербайджану. Одночасно з 1954 по 1970 рік працював завідувачем відділу Інституту генетики та селекції Академії наук Азербайджанської РСР. Мустафаєв був першим партійним лідером в Азербайджані, який підняв питання про використання азербайджанської мови в установах та організаціях.  З 25 лютого 1956 до 17 жовтня 1961 року — член ЦК КПРС.
8 липня 1959 року постановою IX-го пленуму ЦК КП Азербайджану усунутий з посади 1-го секретаря ЦК Компартії. Був звільнений від займаної посади за звинуваченням у націоналізмі.
Продовжував працювати завідувачем відділу Інституту генетики та селекції Академії наук Азербайджанської РСР. З 1971 року — директор Інституту генетики й селекції Академії наук Азербайджанської РСР.
Помер Імам Мустафаєв 10 березня 1997 року в Баку.

## Нагороди
- Орден «Слава» (Азербайджан) (24.02.1995)
- Орден Трудового Червоного Прапора[1]
- Орден «Знак Пошани» [1]
- Орден Дружби народів
- медаль «За оборону Кавказу»
- медаль «За перемогу над Німеччиною у Великій Вітчизняній війні 1941—1945 рр.»
- медаль «За доблесну працю у Великій Вітчизняній війні 1941—1945 рр.»
- медалі